# Rhampsinitus discolor
Rhampsinitus discolor is een hooiwagen uit de familie echte hooiwagens (Phalangiidae).